# همین (آلبوم)
آلبوم همین بیستمین آلبوم رضا صادقی است که در تاریخ ۲۷ فروردین سال ۱۳۹۲ منتشر شد.

## نوازندگان قطعات
پیانو: رضا صادقی/معین راهبر
گیتار کلاسیک: مسعود همایونی/اسماعیل حسینی/فرشید ادهمی
گیتار الکتریک: مسعود همایونی
گیتارباس: دارا دارائی/بابک ریاحی پور
ویولن و آلتو: میثم مروستی/پیام طونی/میلاد عالمی
درامز: امین قومی نژاد
پرکاشن: ناصر رحیمی
کیبورد: شجاعت شفائی/رضا صادقی/آرون حسینی
عود: ابراهیم علوی
تنظیم ارکستر زهی برای قطعه پیله: پیام طونی

## عوامل دیگر
عکاس: محمدرضا صادقی
طراحی و گرافیک: سید علی نیکونیا
تایپوگرافیِ همین: فونت پرشین روضه
امور هماهنگی: علی جعفری

## توضیحات
رضا صادقی درباره آلبوم همین گفته است:
همیشه برای خواندن فرصتی هست اما فرصتی تا ماندنی بودن و ماندنی شدن غنیمت که تا آخرین نُت آرزویش خواهم کرد. زمزمه تازه‌تر برای دوستان ساده و صبورم نیافتم. خبر اینکه هنوز هم عشق یک رنگ است. من رضا صادقی عاشقانه هستم و خواهم ماند، امیدوار و محکم، همین...
- نام علی ضیا مجری صداوسیمای جمهوری اسلامی ایران در کنار نام امیرحسین الهیاری به عنوان ترانه سرا مشترک برای قطعه بخند این آلبوم نوشته شده است، ولی امیرحسین الهیاری هرگونه همکاری با وی در نوشتار این ترانه را شدیدا تکذیب کرد.[۱]
- قطعه کفش آهنی از این آلبوم را می‌توان به نوعی در مقابل قطعه وایسا دنیا از آلبوم وایسا دنیا در نظر گرفت.

## فهرست آهنگ‌ها
| #  | نام ترانه           | شاعر و ترانه سرا           | آهنگساز                 | تنظیم‌کننده    |
| -- | ------------------- | -------------------------- | ----------------------- | ------------- |
| ۱  | نترس                | رضا صادقی                  | رضا صادقی               | آرون حسینی    |
| ۲  | دوسِت دارم خدا       | پیوند شادخواب              | رضا صادقی               | شجاعت شفائی   |
| ۳  | ادعا                | رضا صادقی                  | رضا صادقی               | شجاعت شفائی   |
| ۴  | عاشقتم              | رضا صادقی و مرجان زنگنه    | رضا صادقی               | رضا صادقی     |
| ۵  | کفش آهنی            | رضا صادقی                  | رضا صادقی               | آرون حسینی    |
| ۶  | بخند                | امیرحسین الهیاری و علی ضیا | رضا صادقی               | اسماعیل حسینی |
| ۷  | حس خوب              | رضا صادقی                  | برگرفته از ملودی باکوئی | مسعود همایونی |
| ۸  | ولی نبو (بندرعباسی) | رضا صادقی                  | رضا صادقی               | معین راهبر    |
| ۹  | دروغ بگو ولی        | رضا صادقی                  | رضا صادقی               | شجاعت شفائی   |
| ۱۰ | پیله (آدم آهنی)     | سوگند انصاری               | رضا صادقی               | شجاعت شفائی   |